# Cerura scitiscripta
Cerapoda scitiscripta (tên tiếng Anh: Black-etched Prominent) là một loài bướm đêm thuộc họ Notodontidae. Nó được tìm thấy ở Quebec phía tây đến miền đông Alberta, phía nam đến Florida và Texas.
Sải cánh dài 25–40 mm. Con trưởng thành bay từ tháng 3 đến tháng 10 tùy theo địa điểm. There are one hoặc two generations per year tùy theo địa điểm.
Ấu trùng ăn lá của leaves of cherry, cây bạch dương và cây liễu.

## Hình ảnh

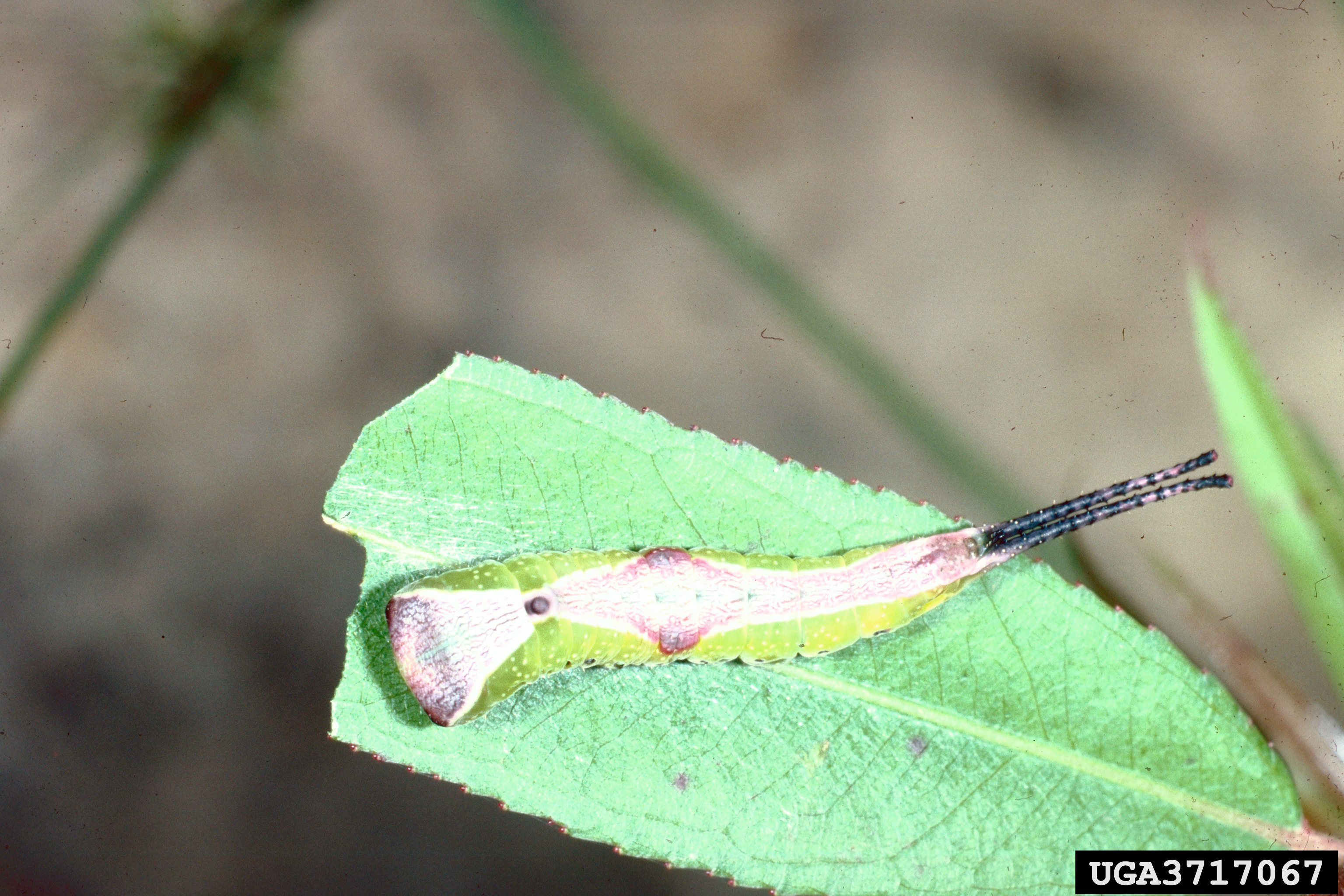
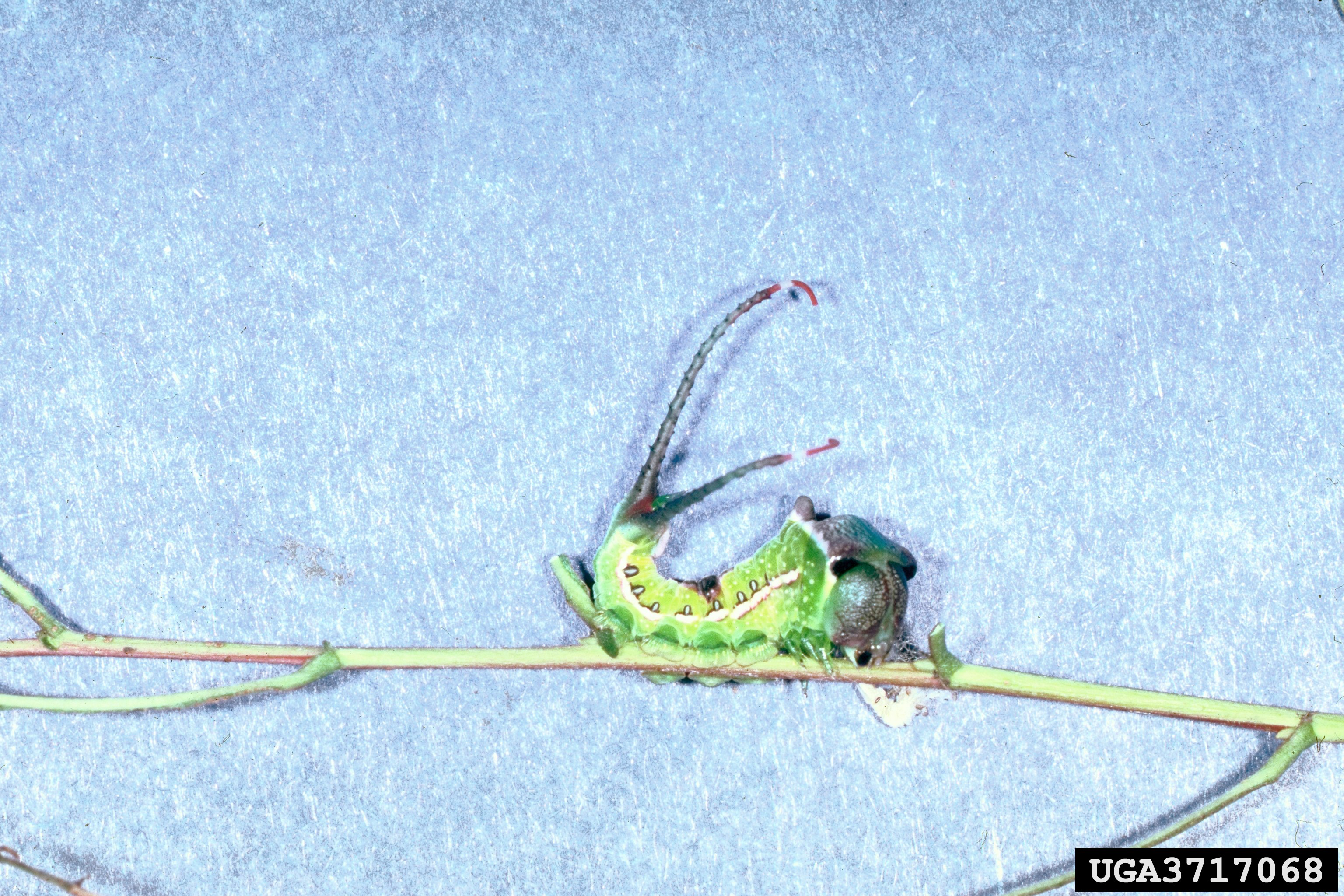

## Phụ loài
- Cerura scitiscripta scitiscripta
- Cerura scitiscripta multiscripta
- Cerura scitiscripta canadensis